# 4月

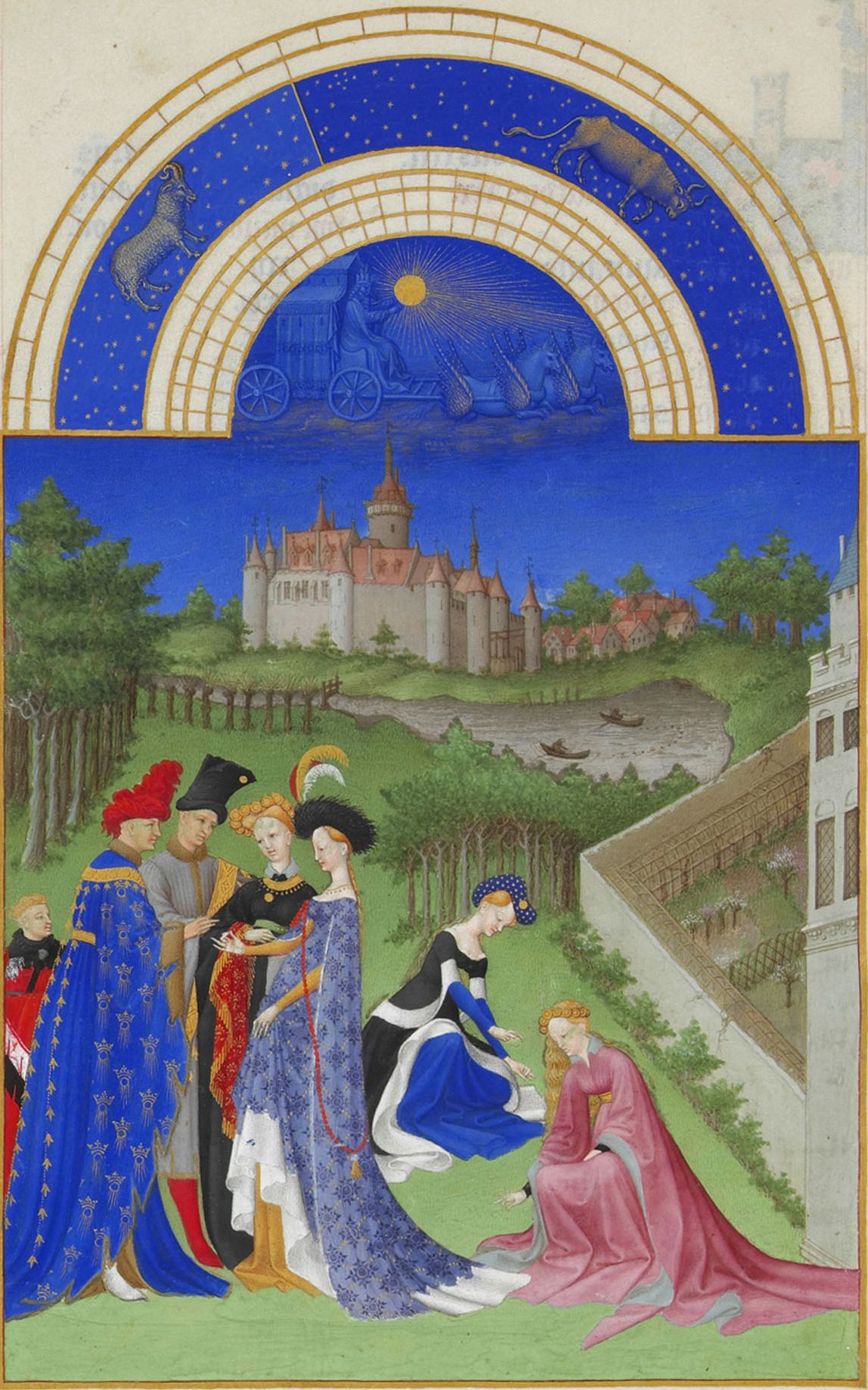
『ベリー公のいとも豪華なる時祷書』より4月

4月（しがつ）は、グレゴリオ暦で年の第4の月に当たり、30日間ある。
日本では、旧暦4月を卯月（うづき）と呼び、現在では新暦4月の別名としても用いる。卯月の由来は、卯の花が咲く月「卯の花月（うのはなづき）」を略したものというのが定説となっている。しかし、卯月の由来は別にあって、卯月に咲く花だから卯の花と呼ぶのだとする説もある。「卯の花月」以外の説には、十二支の4番目が卯であることから「卯月」とする説や、稲の苗を植える月であるから「種月（うづき）」「植月（うゑつき）」「田植苗月（たうなへづき）」「苗植月（なへうゑづき）」であるとする説などがある。他に「夏初月（なつはづき）」の別名もある。
日本では、新年度または新学期の時期として有名であり、学校・官公庁・会社などでは当月に入学式・入社式が行われ、前月の3月と同様に慌しくなる。世帯数や人口は少ないが、「卯月｣という姓（名字）も存在する。4月は毎年7月と同じ曜日で始まり、閏年には1月とも同じとなる。
電話口などでは7月（しちがつ）と聞き間違えやすいので、電話口の対応者が「『よんがつ』ですか?」と聞き返すのがセオリーとなっている。
北海道アイヌ語旭川方言では、4月を「雪を溶かす月」を意味するウパㇱルレチュㇷ゚（アイヌ語: upas rure cup）と呼ぶ。
英語での月名 April はラテン語の Aprilis、ウェヌス（相当するギリシャの女神アフロディーテのエトルリア名 Apru より）に捧げられた月。

## 異名
- いんげつ（陰月）
- うえつき（植月）
- うづき（卯月）
- うのはなづき（卯花月）
- けんげつ（乾月）
- けんしげつ（建巳月）
- このはとりづき（木葉採月）
- ちんげつ（鎮月）
- なつはづき（夏初月）
- ばくしゅう（麦秋）
- はなのこりづき（花残月）
- もうか（孟夏）

## 4月の年中行事
- 4月1日 - エイプリルフール（世界中） - 由来は諸説ある[2]。
- 4月第1土・日曜日 ‐ 下米田諏訪神社春の大祭（美濃加茂市）
- 4月8日 - 花まつり（日本など）
- 3月22日から4月25日の間の日曜（1日のみ。日付不定）- 復活祭（キリスト教文化圏各国）
  - 数年に1度3月になる。国や地域によっては、グッド・フライデー（直前の金曜）またはイースター・マンデー（直後の月曜）、あるいはその両方とも祝日となる。
- 4月25日 - 解放記念日（イタリア）
- 4月27日 - 上高地開山祭 （長野県松本市）
- 日付不定 - ペサハ（イスラエルおよびユダヤ教徒）
- 4月29日 - 昭和の日。2006年（平成18年）までみどりの日、1988年（昭和63年）までは天皇誕生日（昭和天皇の誕生日）（日本）
- ゴールデンウィーク - 4月末～翌月初旬まで続く休日の多い週（日本）

## 4月に行われるスポーツ
- 3月下旬から4月上旬 - 選抜高等学校野球大会（阪神甲子園球場）
- 第1日曜 - レッスルマニア
- 第1月曜 - NCAA男子バスケットボールトーナメント決勝
- 上旬から中旬 - メジャーリーグベースボール公式戦開幕（野球）
- 上旬から中旬 - 日本選手権水泳競技大会（競泳）
- 第2日曜を含む週末 - マスターズ・トーナメント（ゴルフ　オーガスタ・ナショナル・ゴルフクラブ）
- 第3日曜 - 皇后盃全日本女子柔道選手権大会（横浜武道館）
- 第3日曜（前後あり）-皐月賞(競馬　中山競馬場)
- 第3月曜 - ボストンマラソン（アメリカ合衆国・マサチューセッツ州ボストン）
- 中旬から下旬 - NBAレギュラーシーズン終了、プレーオフ開始（バスケットボール）
- 下旬（主に第4日曜） - ロンドンマラソン（イギリス・ロンドン）
- 最終週から5月初旬 - オールスターオートレース
- 中旬から下旬の日曜日 - 早慶レガッタ（隅田川）
- 29日 - 全日本柔道選手権大会（日本武道館）

## 4月がテーマの楽曲
- 4月の雨 （歌: DREAMS COME TRUE）
- APRIL STARS （歌: 中森明菜）
- April 〜Theme of “Dear Friends”〜 （歌: SPEED）
- The April Fools （歌: 斉藤由貴）
- 四月になれば （歌: 石野真子）
- 四月は風の旅人 （歌: 松田聖子）
- 四月の風 （歌: エレファントカシマシ）
- 四月馬鹿 （歌: Cocco）
- 4月になれば彼女は（歌：サイモン&ガーファンクル）
- 東京ではめずらしい四月の雪 （歌: 香田晋）
- 4月の雪（歌: 岡崎律子）
- April Shower〜四月の嵐〜 （歌: BONNIE PINK）
- April Mirage　（歌:Base Ball Bear）
- April　（歌:稲垣潤一）
- エイプリル　(作詞作曲:志村正彦 歌:フジファブリック)
- 四月一日　（歌:Kagrra,）
- 卯月の頃（歌:Cocco）
- 四月の魚（歌:高橋幸宏）
- 4月の雨(作詞作曲:AIKO 歌:aiko)
- 4月のマーチ (歌:Awesome City Club)

## その他
- 星座 - 牡羊座（4月19日頃まで）、牡牛座（4月20日（穀雨）頃から）